# 女床一
武仙座π，又名BD+36 2844，HD 156283、SAO 65890、HR 6418，是武仙座的一颗恒星，视星等为3.16，位于銀經60.66，銀緯34.34，其B1900.0坐标为赤經17h 11m 33.8s，赤緯+36° 34.34′ 18″。